# Core Audio Format
Das Core Audio Format (CAF) ist ein Container zum Speichern von Audio, das 2005 von Apple entwickelt wurde. Es ist kompatibel ab Mac OS X 10.4 und höher; Mac OS x 10.3 benötigt QuickTime 7.
Das Core Audio Format wurde erfunden, um die Limitationen der veralteten digitalen Formate wie AIFF und WAV zu überholen. Ähnlich wie das QuickTime-Containerformat .mov kann ein .caf-Container eine Menge verschiedener Audioformate, Metadaten der Titel und weitere Daten beinhalten. Wie das RF64 ist dieses nicht auf eine Dateigröße von 4 GB beschränkt. Eine einzige .caf-Datei kann theoretisch hunderte von Jahren aufgezeichnete Audiodaten speichern, da sie 64-Bit-Dateiversätze verwendet.
Soundtrack Pro und Logic Studio verwenden das .caf-Format für ihre Loop- und Sound-Effekt-Bibliothek, insbesondere für Surround-Sound-Audio, das mit dem Apple-Lossless-Codec komprimiert wurde.
Einer der ersten Hersteller, die dieses .caf-Format für Aufnahmen verwenden, ist Novatron mit den CocktailAudio-Musikserver-Geräten.